# Berezivka, Haivoron
Berezivka (în ucraineană Березівка) este un sat în comuna Cemerpil din raionul Haivoron, regiunea Kirovohrad, Ucraina.

## Demografie
Componența lingvistică a localității Berezivka
     Ucraineană (95,59%)
     Rusă (2,21%)
     Alte limbi (0,74%)
Conform recensământului din 2001, majoritatea populației localității Berezivka era vorbitoare de ucraineană (95,59%), existând în minoritate și vorbitori de rusă (2,21%) și armeană (1,1%).